# Rhacochelifer mateui
Espèce
Rhacochelifer mateui est une espèce de pseudoscorpions de la famille des Cheliferidae.

## Distribution
Cette espèce est endémique du Tchad. Elle se rencontre au Tibesti.

## Description
La femelle holotype mesure 2,250 mm.

## Étymologie
Cette espèce est nommée en l'honneur de Joaquim Mateu i Sanpere (1921–2015).

## Publication originale
- Heurtault, 1971 : Pseudoscorpions de la région du Tibesti (Sahara méridional). 4. Cheliferidae. Bulletin du Muséum national d'histoire naturelle, Paris, vol. 42, no 4, p. 685-707 (texte intégral).